# Василь Косаренко-Косаревич
Василь Косаренко-Косаревич (23 березня 1891, с. Лани Кам'янко-Струмилівський повіт — 30 вересня 1964, Нью-Йорк) — український громадський і політичний діяч, публіцист.

## Біографія

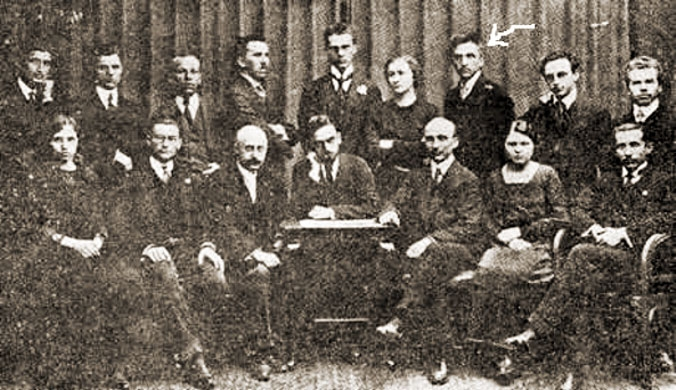
Головна Рада Студентського Союзу 1912 р. 1-й ряд від ліва: Дарія Білинська-Навроцька, Василь Косаренко-Косаревич, А. Павлусевич, Осип Когут, М. Жила, Марія Твердохліб, Євген Коновалець; 2-й ряд: Степан Індишевський, нерозпізнаний, Іван Бабій, Юрій Полянський, Володимир Котецький, Олена Степанів, Роман Дашкевич, Петро Дідушок, Юліян Охримович.

Народився 23 березня 1891 року в селі Лани Кам'янко-Струмилівський повіт.
У 1918 році працював у МЗС УНР: член делегації на переговорах у місті Брест-Литовський, в. о. дипломатичного представника у Берліні, секретар місії у Стокгольмі; за часів Директорії виконував окремі доручення Міністерства шляхів сполучень і фінансів.
На еміграції мешкав у Берліні, займася підприємницькою діяльністю, здійснював філософські та історичні дослідження.
У 1943 році заарештований ґестапо за критику гітлерівської східної політики та до 1945 перебував у концтаборі.
У 1952 році емігрував до США.

## Сім'я
В. Косаренко-Косаревич був одружений з Іриною Гнатюк - донькою визначного українського етнографа, літературознавця та мовознавця Володимира Гнатюка.

## Автор праць
- Косаренко-Косаревич В. Москальство, українство і решта немоскальства [Архівовано 28 жовтня 2020 у Wayback Machine.] (Нью-Йорк - Мюнхен, 1962).
- Косаренко-Косаревич В. «Московський сфінкс: Міт і сила в образі сходу Европи» [Архівовано 24 вересня 2020 у Wayback Machine.] (Ню Йорк, 1957)
- Косаренко-Косаревич В. «Пропащі скарби: [Про Музей П. Потоцького]» // «Краківські вісті», 1942, ч. 45, 47, 49, 50.